# Weeekly
Weeekly (koreanisch 위클리) ist eine südkoreanische Girlgroup der vierten K-Pop-Generation, die 2020 von Play M Entertainment gegründet wurde. Die Gruppe debütierte am 30. Juni 2020 mit der Single Tag Me (@Me).
Der offizielle Fanclub-Name von Weeekly lautet Daileee.

## Geschichte
2018–2019: Anfänge
Die Gründung einer neuen Girlgroup wurde bereits 2018 von Fave Entertainment angekündigt. Die dafür vorgesehenen Mitglieder wurden zwischenzeitlich Favegirls genannt. Mit dem Zusammenschluss von Fave- und Plan A Entertainment zu Play M Entertainment im April 2019 bekam die Gruppe den temporären Namen PlayM Girls.
2020–2021: Debüt und We-Albumtrilogie
Am 8. Mai 2020 gab Play M Entertainment bekannt, dass die neue Gruppe im Juni 2020 debütieren werde. Drei Tage später wurden der Gruppenname Weeekly und die Namen der sieben Mitglieder veröffentlicht. Weekly debütierte am 30. Juni 2020 mit der EP We Are und der Single Tag Me (@Me). Für die Show Wannabe Ryan des südkoreanischen Streaminganbieters KakaoTV nahm die Gruppe den Titelsong Boom Chi Ki auf, der am 25. September 2020 erschien. Bereits am 28. September 2020 erhielt die Gruppe mit dem „Female Rookie of the Year Award“ ihre erste Auszeichnung bei den Brand of the Year Awards. , Am 13. Oktober 2020 erschien die zweite EP We Can zusammen mit der Single Zig Zag. Im Februar 2021 steuerte die Gruppe den Song Wake Up zum K-Drama Hello, Me! bei. Am 17. März folgte die dritte EP We Can mit der Single After School. Diese konnte sich als erste Single von Weeekly in den südkoreanischen Singlecharts platzieren. Auf der Plattform Spotify wurde After School über 200 Millionen Mal gestreamt (Stand 10. Juli 2024) und auf YouTube erreichte das Musikvideo zum Song über 167 Millionen Aufrufe (Stand 26. August 2024). Gemessen an diesen Zahlen ist After School die bislang erfolgreichste Single von Weeekly.
Im Mai 2021 warb die Gruppe mit dem Promo-Song 7days Tension für die Eyewear-Marke Davichi.
2021–2022: Die Play Game-Dilogie und Ausstieg von Jiyoon
Am 4. August 2021 erschien Weeeklys vierte EP Play Game: Holiday mit der Single Holiday Party. Drei Tage vor dem Albumrelease gab Play M Entertainment bekannt, dass Bandmitglied Jiyoon aus gesundheitlichen Gründen eine Pause einlegen würde. Die Promotion des Albums fand daher ohne sie statt. Play Game: Holiday ist auch das erste Projekt der Gruppe, bei dem Bandmitglied Jiyoon nicht an der Produktion mitgewirkt hat. Zuvor hatte Jiyoon die Songs Weeekly Day und Reality (aus dem Album We Are), My Earth und Weeekly (aus dem Album We Can), Boom Chi Ki sowie Lucky (aus dem Album We Play) mitproduziert. Am 30. Dezember 2021 erschien der Soundtrack-Song Best Friend (We Can) für die zweite Staffel des K-Dramas The World of My 17, in dem Bandmitglied Jihan mitspielt. Der Song wurde ohne Jiyoon eingesungen.
Weeklys erstes Single-Album Play Game: Awake mit der Single Ven para erschien am 7. März 2022. Für die Albumaufnahmen war Jiyoon aus ihrer Pause zurückgekehrt, jedoch nahm sie aus gesundheitlichen Gründen erneut nicht an der Promotion des Albums teil. Am 1. Juni 2022 verließ sie die Gruppe endgültig.
Die verbliebenen sechs Mitglieder veröffentlichten im Sommer 2022 im Rahmen der TV-Show Listen Up des Senders KBS2 den Song Airplane Mode. Dieser wurde von Lee Dae-hwi, einem Mitglied der Boygroup AB6IX, produziert. Zur Weihnachtszeit 2022 erschien der Song Happy Christmas.
2023–2024: ColoRise und Bliss
Im Sommer 2023 nahmen Soojin, Jihan, Soeun und Zoa an der TV-Show Queendom Puzzle des Senders Mnet teil. Darin traten 27 Sängerinnen, größtenteils bereits Mitglieder von K-Pop-Girlgroups, über mehrere Folgen gegeneinander an, um einen Platz in der temporär bestehenden Supergroup EL7Z UP zu ergattern. Keines der Mitglieder von Weeekly konnte sich jedoch letztendlich gegen die Konkurrenz durchsetzen.
Am 12. September 2023 veröffentlichte die Gruppe den Track Good Day (Special Dailee) in digitaler Form. Am 1. November 2023 erschien Weeeklys fünfte EP ColoRise. Zu vier der sechs Albumtracks – VROOM VROOM, Backwards, Sweet Dream (gesungen von Monday, Soojin, Soeun und Zoa) sowie A+ (gesungen von Jihan und Jaehee) – wurden Musikvideos veröffentlicht.
Für den Soundtrack des 2024 erschienenen K-Dramas Strong Girl Nam-soon nahm die Gruppe den Song I Wanna Fly auf. Am 9. Juli 2024 erschien Weeeklys sechste EP Bliss mit der Single Lights On. Sie enthält mit der Ballade Page (A Story That Reached Me) auch einen Track, an dessen Songtext Bandmitglied Soeun mitgeschrieben hat. Als erste Weeekly-EP seit We Are verfehlte Bliss die Top 10 der südkoreanischen Circle Charts.

## Mitglieder
| Name                 | Geburtsname         | Geburtstag (Alter)     | Geburtsort  | Position                                     |
| -------------------- | ------------------- | ---------------------- | ----------- | -------------------------------------------- |
| Soojin 수진          | Lee Soo-jin 이수진  | 12. Dezember 2001 (23) | Seoul       | Team leader Sub Vocal, Main Dance, Sub Rap   |
| Monday 먼데이        | Kim Ji-min 김지민   | 10. Mai 2002 (22)      | Sokcho      | Vocal leader Main Vocal, Main Dance, Sub Rap |
| Soeun 소은           | Park So-eun 박소은  | 26. Oktober 2002 (22)  | Gwangju     | Dance leader Lead Vocal, Main Dance          |
| Jaehee 재희          | Lee Jae-hee 이재희  | 18. März 2004 (20)     | Goyang      | Sub Vocal, Sub Rap                           |
| Jihan 지한           | Han Ji-hyo 한지효   | 12. Juli 2004 (20)     | Anyang      | Lead Vocal                                   |
| Zoa 조아             | Jo Hye-won 조혜원   | 31. Mai 2005 (19)      | Seoul       | Sub Vocal, Sub Rap                           |
| Ehemalige Mitglieder |                     |                        |             |                                              |
| Jiyoon 지윤          | Shin Ji-yoon 신지윤 | 2. März 2002 (23)      | Gyeonggi-do | Lead Vocal, Sub Rap                          |

## Diskografie

### EPs
- 2020: We Are
- 2020: We Can
- 2021: We Play
- 2021: Play Game: Holiday
- 2023: ColoRise
- 2024: Bliss

### Single-Alben
- 2022: Play Game: Awake

### Singles
- 2020: Tag Me (@Me)
- 2020: Zig Zag
- 2021: After School
- 2021: Holiday Party
- 2022: Ven Para
- 2023: Good Day (Special Dailee)
- 2023: Vroom Vroom
- 2024: Stranger
- 2024: Lights On

### Beteiligungen an Soundtracks und Promo-Singles
- 2020: Boom Chi Ki (붐 치키)
- 2021: Wake Up
- 2021: 7Days Tension (텐션업)
- 2021: Best Friend (We Can)
- 2024: I Wanna Fly

## Auszeichnungen
2020
- Brand of the Year Awards – Rookie Female Idol[6]
- Melon Music Awards – New Artist of the Year (Female)[21]
- Asia Model Awards – New Star Award — Female Artist[22]
- Mnet Asian Music Awards – Best New Female Artist[23]
- The Fact Music Awards – Next Leader[24]

2021
- Korea First Brand Awards – Rookie Female Idol[25]
- Brand Of The Year Awards – Rising Star Female Idol[26]
- Asia Artist Awards – AAA New Wave (Singer)[27]